# Liste der Gemeinden im Landkreis Neu-Ulm

Überblick über den Landkreis Neu-Ulm

Die Liste der Gemeinden im Landkreis Neu-Ulm gibt einen Überblick über die 17 kleinsten Verwaltungseinheiten des Landkreises. Er besteht aus 17 Gemeinden, von denen fünf Städte sind. Neu-Ulm und Senden sind Mittelstädte, die anderen drei, Illertissen, Vöhringen und Weißenhorn, sind Kleinstädte. 1939 wurden die Bezirksämter Neu-Ulm und Illertissen in Landkreis umbenannt. Von 1891 bis 1940 und 1948 bis 1972 war Neu Ulm eine kreisfreie Stadt. In seiner jetzigen Form bildete sich der Landkreis nach der bayerischen Gebietsreform im Jahr 1972 aus dem Landkreis Neu-Ulm – mit Ausnahme von zwei Gemeinden –, der kreisfreien Stadt Neu-Ulm und einem Teil des Landkreises Illertissen. Die heutige Gemeindegliederung war im Jahr 1979 abgeschlossen. Bei den Teilorten der Gemeinden ist das Jahr vermerkt, in dem diese der Gemeinde beitraten.

## Beschreibung
Weiter gegliedert werden kann der Landkreis in drei Verwaltungsgemeinschaften (VG):
- VG Altenstadt: mit den Märkten Altenstadt und Kellmünz a.d.Iller und der Gemeinde Osterberg;
- VG Buch: mit dem Markt Buch und den Gemeinden Oberroth und Unterroth;
- VG Pfaffenhofen an der Roth: mit dem Markt Pfaffenhofen a.d.Roth und der Gemeinde Holzheim;

Die Städte Illertissen, Neu-Ulm, Senden, Vöhringen und Weißenhorn sind wie die Gemeinden Bellenberg, Elchingen, Nersingen und Roggenburg nicht Mitglied einer Verwaltungsgemeinschaft.
Der Landkreis hat eine Gesamtfläche von 515,34 km2. Die größte Fläche innerhalb des Landkreises besitzt die Stadt Neu-Ulm mit 80,5 km2. Es folgen die Stadt Weißenhorn mit 53,69 km2 und der Markt Pfaffenhofen a.d.Roth mit 42,66 km2. Drei Gemeinden haben eine Fläche die größer ist als 30 km2 und fünf Gemeinden sind über 20 km2 groß. Zwei Gemeinden erreichen eine Fläche von über 10 km2, welche dagegen von vier Gemeinden nicht überschritten wird. Die kleinsten Flächen haben die Gemeinden Kellmünz a.d.Iller mit 8,52 km2, Holzheim mit 7,6 km2 und Bellenberg mit 5,07 km2. Die Fläche der vier Gemeindefreien Gebiete, die im Landkreis liegen, beträgt 44,79 km2 und ist damit relativ groß.
Den größten Anteil an der Bevölkerung des Landkreises von 182.600 Einwohnern hat die Große Kreisstadt Neu-Ulm mit 61.780 Einwohnern, gefolgt von den Städten Senden mit 23.143 und Illertissen mit 18.578. Die beiden anderen Städte, Vöhringen und Weißenhorn haben jeweils eine Bevölkerung von über 13.000 Einwohnern. Zwei Gemeinden haben eine Bevölkerung von über 9.000 Einwohnern, eine weitere hat über 6.000. Über 4.000 Einwohner haben weitere zwei Gemeinden. Mit über 3.000 und über 2.000 Bewohnern gibt es jeweils nur eine Gemeinde, mit über 1.000 gibt es zwei. Die drei von der Einwohnerzahl her kleinsten Gemeinden haben unter 1.000 Bewohner. Das sind Unterroth mit 1119, Osterberg mit 930 und Oberroth mit 1013 Einwohnern.
Der gesamte Landkreis Neu-Ulm hat eine Bevölkerungsdichte von 354 Einwohnern pro km2. Die größte Bevölkerungsdichte innerhalb des Kreises hat die flächenmäßig kleinste Gemeinde – Bellenberg – mit 916 Einwohnern pro km2 gefolgt von den Städten Senden mit 919 und der Stadt Neu-Ulm mit 767. Die Stadt Vöhringen hat über 500 Einwohner pro km2, die Stadt Illertissen über 400. Zwei Gemeinden haben über 300 Einwohner pro km2, die Stadt Weißenhorn und eine weitere Gemeinden haben über 200, drei Gemeinden über 100 und fünf unter 100. Die am dünnsten besiedelten Gemeinden sind Buch mit 108, Oberroth mit 102 und Osterberg sowie Unterroth mit jeweils 62 Einwohnern pro km2.
Da das Gebiet des Landkreises von Süden nach Norden, zur Donau hin abfällt, ist die Gemeinde Osterberg die am höchsten gelegene und Elchingen die am tiefsten gelegene.
Eine Besonderheit ist, dass die Gemeinde Elchingen kein Wappen führt.

## Legende
- Gemeinde: Name der Gemeinde beziehungsweise Stadt und Angabe, zu welchem Landkreis der namensgebende Ort der Gemeinde vor der Gebietsreform gehörte
- Teilorte: Aufgezählt werden die ehemals selbständigen Gemeinden der Verwaltungseinheit. Dazu ist das Jahr der Eingemeindung angegeben. Bei den Teilorten, die vor der Gebietsreform zu einem anderen Landkreis gehörten als der Hauptort der heutigen Gemeinde, ist auch dieses vermerkt.
- VG: Zeigt die Zugehörigkeit zu einer der drei Verwaltungsgemeinschaften
- Wappen: Wappen der Gemeinde beziehungsweise Stadt
- Karte: Zeigt die Lage der Gemeinde beziehungsweise Stadt im Landkreis
- Fläche: Fläche der Stadt beziehungsweise Gemeinde, angegeben in Quadratkilometer
- Einwohner: Zahl der Menschen die in der Gemeinde beziehungsweise Stadt leben (Stand: 31. Dezember 2023[1])
- EW-Dichte: Angegeben ist die Einwohnerdichte, gerechnet auf die Fläche der Verwaltungseinheit, angegeben in Einwohner pro km2 (Stand: 31. Dezember 2023[2])
- Höhe: Höhe der namensgebenden Ortschaft beziehungsweise Stadt in Meter über Normalnull[3]
- Bild: Bild aus der jeweiligen Gemeinde beziehungsweise Stadt

## Gemeinden
| Gemeinde                                                                                 | Teilorte | VG                          | Wappen                                      | Karte | Fläche | Einwohner | EW- Dichte | Höhe | Bild                                                     |
| ---------------------------------------------------------------------------------------- | --- | --------------------------- | ------------------------------------------- | --- | ------ | --------- | ---------- | ---- | -------------------------------------------------------- |
| Landkreis Neu-Ulm                                                                        | |                             | Wappen des Landkreises Neu-Ulm              | Der Landkreis Neu-Ulm | 515,34 | 182,600   | 354        |      |                                                          |
| Markt Altenstadt (gehörte vor der Gebietsreform zum Landkreis Illertissen)               | Illereichen-Altenstadt Bergenstetten (1978) Dattenhausen (1972) Filzingen (1978) Herrenstetten (1972) Untereichen (1976)                                                                                      | VG Altenstadt               | Wappen des Marktes Altenstadt               | Lage des Marktes Altenstadt im Landkreis Neu-Ulm | 31,3   | 5.354     | 171        | 534  | Marienkirche Altenstadt                                  |
| Bellenberg (gehörte vor der Gebietsreform zum Landkreis Illertissen)                     | Bellenberg |                             | Wappen der Gemeinde Bellenberg              | Lage der Gemeinde Bellenberg im Landkreis Neu-Ulm | 5,07   | 4.645     | 916        | 503  |                                                          |
| Markt Buch (gehörte vor der Gebietsreform zum Landkreis Illertissen)                     | Buch Christertshofen (1978) Dietershofen b.Illertissen (1971) Gannertshofen (1978) Nordholz (1978) Obenhausen (1978) Rennertshofen (1978) Ritzisried (1978)                                                   | VG Buch                     | Wappen des Marktes Buch                     | Lage des Marktes Buch im Landkreis Neu-Ulm | 39,88  | 4.292     | 108        | 539  | Pfarrkirche Buch                                         |
| Elchingen (gehörte vor der Gebietsreform zum Landkreis Neu-Ulm)                          | Oberelchingen Thalfingen Unterelchingen Zusammenschluss zur heutigen Gemeinde im Jahr 1978 |                             | Gemeinde führt kein Wappen                  | Lage der Gemeinde Elchingen im Landkreis Neu-Ulm | 24,87  | 9.893     | 398        | 465  | Martinstor des Klosters Elchingen                        |
| Holzheim (gehörte vor der Gebietsreform zum Landkreis Neu-Ulm)                           | Holzheim Neuhausen (1970) | VG Pfaffenhofen an der Roth | Wappen der Gemeinde Holzheim                | Lage der Gemeinde Holzheim im Landkreis Neu-Ulm | 7,6    | 1.993     | 262        | 475  | Blick auf Holzheim mit Kirche St. Peter und Paul         |
| Stadt Illertissen (gehörte vor der Gebietsreform zum Landkreis Illertissen)              | Illertissen Au (1978) Betlinshausen (1971) Jedesheim (1978) Tiefenbach (1978) |                             | Wappen der Stadt Illertissen                | Lage der Stadt Illertissen im Landkreis Neu-Ulm | 36,45  | 18,578    | 510        | 513  | Voehlinschloss Illertissen                               |
| Markt Kellmünz a.d.Iller (gehörte vor der Gebietsreform zum Landkreis Illertissen)       | Kellmünz a.d.Iller | VG Altenstadt               | Wappen des Marktes Kellmünz an der Iller    | Lage des Marktes Kellmünz an der Iller im Landkreis Neu-Ulm | 8,52   | 1.524     | 179        | 541  |                                                          |
| Nersingen (gehörte vor der Gebietsreform zum Landkreis Neu-Ulm)                          | Nersingen Leibi Oberfahlheim Straß Unterfahlheim |                             | Wappen der Gemeinde Nersingen               | Lage der Gemeinde Nersingen im Landkreis Neu-Ulm | 24,27  | 9.839     | 405        | 466  | Bräuhaus Seybold Nersingen                               |
| Große Kreisstadt Neu-Ulm (war vor der Gebietsreform eine kreisfreie Stadt)               | Neu-Ulm alle eingemeindeten Orte gehörten vor der Gebietsreform zum Landkreis Neu-Ulm: Burlafingen Finningen Gerlenhofen Hausen Holzschwang Pfuhl Reutti Steinheim (alle zwischen 1972 und 1977 eingemeindet) |                             | Wappen der Stadt Neu-Ulm                    | Lage der Stadt Neu-Ulm im Landkreis Neu-Ulm | 80,5   | 61,780    | 767        | 470  | Bahnhof Neu-Ulm (Neu-Ulm 21)                             |
| Oberroth (gehörte vor der Gebietsreform zum Landkreis Illertissen)                       | Oberroth | VG Buch                     | Wappen der Gemeinde Oberroth                | Lage der Gemeinde Oberroth im Landkreis Neu-Ulm | 9,95   | 1.013     | 102        | 536  |                                                          |
| Osterberg (gehörte vor der Gebietsreform zum Landkreis Illertissen)                      | Osterberg Weiler (1978) | VG Altenstadt               | Wappen der Gemeinde Osterberg               | Lage der Gemeinde Osterberg im Landkreis Neu-Ulm | 13,79  | 930       | 67         | 588  | Osterberg                                                |
| Markt Pfaffenhofen a.d.Roth (gehörte vor der Gebietsreform zum Landkreis Neu-Ulm)        | Pfaffenhofen a.d.Roth Balmertshofen (1972) Berg (1972) Beuren (1978) Biberberg (1972) Erbishofen (1969) Kadeltshofen (1978) Niederhausen (1978) Raunertshofen (1978) Roth (1978) Volkertshofen (1972)         | VG Pfaffenhofen an der Roth | Wappen des Marktes Pfaffenhofen an der Roth | Lage des Marktes Pfaffenhofen an der Roth im Landkreis Neu-Ulm | 42,66  | 7.412     | 174        | 488  |                                                          |
| Roggenburg (gehörte vor der Gebietsreform zum Landkreis Neu-Ulm; hieß Gemeinde Biberach) | Biberach Ingstetten Meßhofen Schießen |                             | Wappen der Gemeinde Roggenburg              | Lage der Gemeinde Roggenburg im Landkreis Neu-Ulm | 27,41  | 2.863     | 104        | 548  | Kloster Roggenburg                                       |
| Stadt Senden (gehörte vor der Gebietsreform zum Landkreis Neu-Ulm)                       | Senden Aufheim (1978) Ay (1971) Hittistetten (1970) Witzighausen (1978) Wullenstetten (1970) |                             | Wappen der Stadt Senden                     | Lage der Stadt Senden im Landkreis Neu-Ulm | 25,17  | 23,143    | 919        | 498  |                                                          |
| Unterroth (gehörte vor der Gebietsreform zum Landkreis Illertissen)                      | Unterroth | VG Buch                     | Wappen der Gemeinde Unterroth               | Lage der Gemeinde Unterroth im Landkreis Neu-Ulm | 15,37  | 1.119     | 73         | 527  | Madonna in der Pfarrkirche von Unterroth                 |
| Stadt Vöhringen (gehörte vor der Gebietsreform zum Landkreis Illertissen)                | Vöhringen alle eingemeindeten Orte gehörten vor der Gebietsreform zum Landkreis Neu-Ulm: Illerberg Illerzell Thal (alle zwischen 1972 und 1977 eingemeindet)                                                  |                             | Wappen der Stadt Vöhringen                  | Lage der Stadt Vöhringen im Landkreis Neu-Ulm | 23,63  | 14,134    | 598        | 499  | St. Michaelskirche Vöhringen                             |
| Stadt Weißenhorn (gehörte vor der Gebietsreform zum Landkreis Neu-Ulm)                   | Weißenhorn Attenhofen (1972) Biberachzell Bubenhausen Emershofen Grafertshofen Hegelhofen Oberhausen Oberreichenbach Wallenhausen                                                                             |                             | Wappen der Stadt Weißenhorn                 | Lage der Stadt Weißenhorn im Landkreis Neu-Ulm | 53,69  | 14,088    | 262        | 501  | Blick zur Pfarrkirche durch die Weißenhorner Hauptstraße |
| Gemeindefreie Gebiete                                                                    | Auwald (4,96 km2) Oberroggenburger Wald (6,43 km2) Stoffenrieder Forst (15,79 km2) Unterroggenburger Wald (17,62 km2)                                                                                         |                             |                                             | Lage des Gemeindefreien Gebiets Auwald im Landkreis Neu-Ulm · Lage des Gemeindefreien Gebiets Oberroggenburger Wald im Landkreis Neu-Ulm · Lage des Gemeindefreien Gebiets Stoffenrieder Forst im Landkreis Neu-Ulm · Lage des Gemeindefreien Gebiets Unterroggenburger Wald im Landkreis Neu-Ulm | 44,79  |           |            |      |                                                          |